# Adam Oltean
Adam Oltean (n. 1882, Orăștie, județul Hunedoara – d. 1947, Orăștie, județul Hunedoara) a fost un deputat în Marea Adunare Națională de la Alba Iulia , organismul legislativ reprezentativ al „tuturor românilor din Transilvania, Banat și Țara Ungurească”, cel care a adoptat hotărârea privind Unirea Transilvaniei cu România, la 1 decembrie 1918 :p. 215.

## Biografie
A făcut școala primară și s-a remarcat  printr-o bogată activitate pe linie economică și culturală, fiind unul dintre fruntașii orașului :p. 215.

## Activitatea politică
Ca deputat în Adunarea Națională din 1 decembrie 1918 a fost delegat al Cercului electoral Orăștie-oraș. A activat în cadrul Partidului Social Democrat, după Unire ajungând președintele organizației locale a acestuia :p. 215.